# Alviina Alametsä

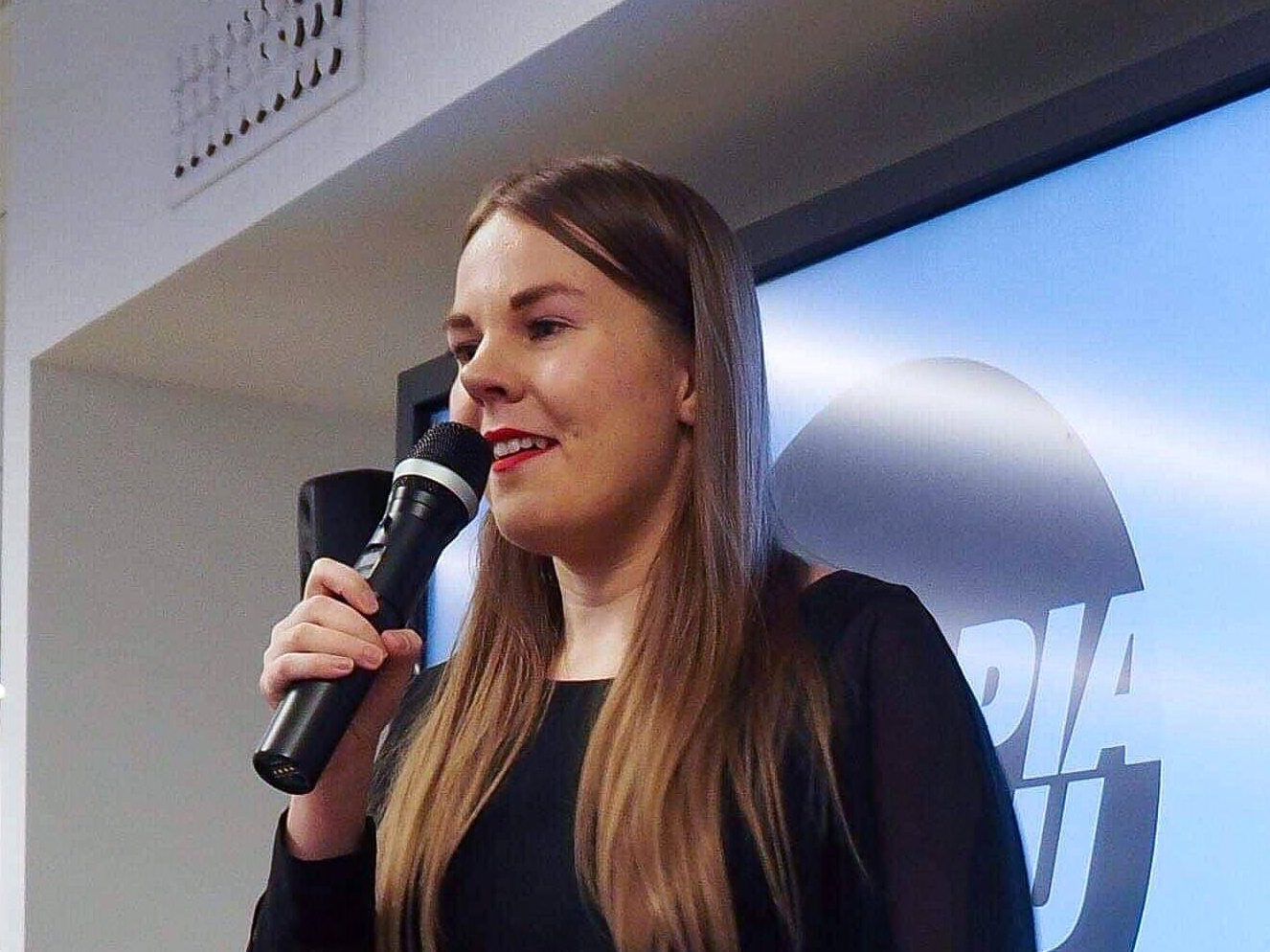
Alviina Alametsä (2019)

Alviina Alametsä (* 29. September 1992) ist eine finnische Politikerin des Grünen Bundes. Von 2020 bis 2024 war Alametsä Mitglied des Europäischen Parlaments als Teil der Fraktion Die Grünen/Europäische Freie Allianz. Sie ist Stadträtin von Helsinki.

## Leben

### Ausbildung
Alviina Alametsä besuchte bis 2011 die Jokelan koulukeskus. Sie erlebte auch den Amoklauf an der Schule im Jahr 2007 mit, damals besuchte sie die neunte Klasse der Schule. Nach Abschluss ihrer Schullaufbahn studierte Alametsä von 2011 bis 2014 Politikwissenschaft an der Universität Helsinki. Während ihres Studiums war Alametsä auch hochschulpolitisch aktiv.
Nach ihrem Universitätsabschluss arbeitete Alametsä bei der finnischen Regierungsorganisation Crisis Management Initiative, von 2017 bis 2018 war sie als Assistentin des finnischen Abgeordneten Pekka Haaviston tätig.

### Politik
Als Kandidatin für den Grünen Bund wurde Alametsä 2017 in den Stadtrat von Helsinki gewählt, nachdem sie es bereits 2012 erfolglos versucht hatte. Sie kandidierte auch für ihre Partei bei den nationalen Parlamentswahlen 2015 und 2019, errang jedoch kein Mandat.
Bei den Europawahlen 2019 gewann der Grüne Bund drei Mandate, wovon das dritte Mandat, das von Alametsä, aufgrund einer Sitzumverteilung erst nach dem Austritts des Vereinigten Königreichs aus der Europäischen Union in Anspruch genommen werden konnte. Nachdem der Austritt am 31. Januar 2020 vollzogen wurde, konnte Alametsä ihr Mandat am 1. Februar 2020 antreten. Sie trat der Fraktion Die Grünen/Europäische Freie Allianz bei und vertrat die Fraktion seitdem als Mitglied im Ausschuss für auswärtige Angelegenheiten. Des Weiteren war sie stellvertretendes Mitglied im Entwicklungsausschuss, Ausschuss für Verkehr und Tourismus sowie im Unterausschuss für Sicherheit und Verteidigung.